# Bithia spreta
Bithia spreta je evropska vrsta muh goseničark.